# Ottorino Volonterio
Ottorino Volonterio, född 7 september 1917, död 10 mars 2003, var en schweizisk racerförare. Han deltog i tre formel 1-lopp.

## F1-karriär
| Säsong | Stall/Tillverkare       | Poäng | Placering |
| ------ | ----------------------- | ----- | --------- |
| 1954   | Emmanuel de Graffenried | 0     | –         |
| 1956   | Ottorino Volonterio     | 0     | –         |
| 1957   | Ottorino Volonterio     | 0     | –         |